# USS Makassar Strait (CVE-91)
El USS Makassar Strait (CVE-91) fue un portaaviones de escolta de la clase Casablanca de la Armada de los Estados Unidos. Recibió su nombre de la Batalla del estrecho de Makassar, un enfrentamiento naval temprano al este de Borneo. Botado en marzo de 1944 y puesto en servicio en abril, sirvió en apoyo de la Batalla de Okinawa. 
Después de la guerra, participó en la Operación alfombra mágica. Fue dado de baja en agosto de 1946, cuando fue inutilizado en la Flota de Reserva del Pacífico. Finalmente, fue utilizado como objetivo y encalló accidentalmente en la Isla de San Nicolás (California) en abril de 1961. Sus restos sobrevivieron al menos hasta 1965.

## Hundimiento

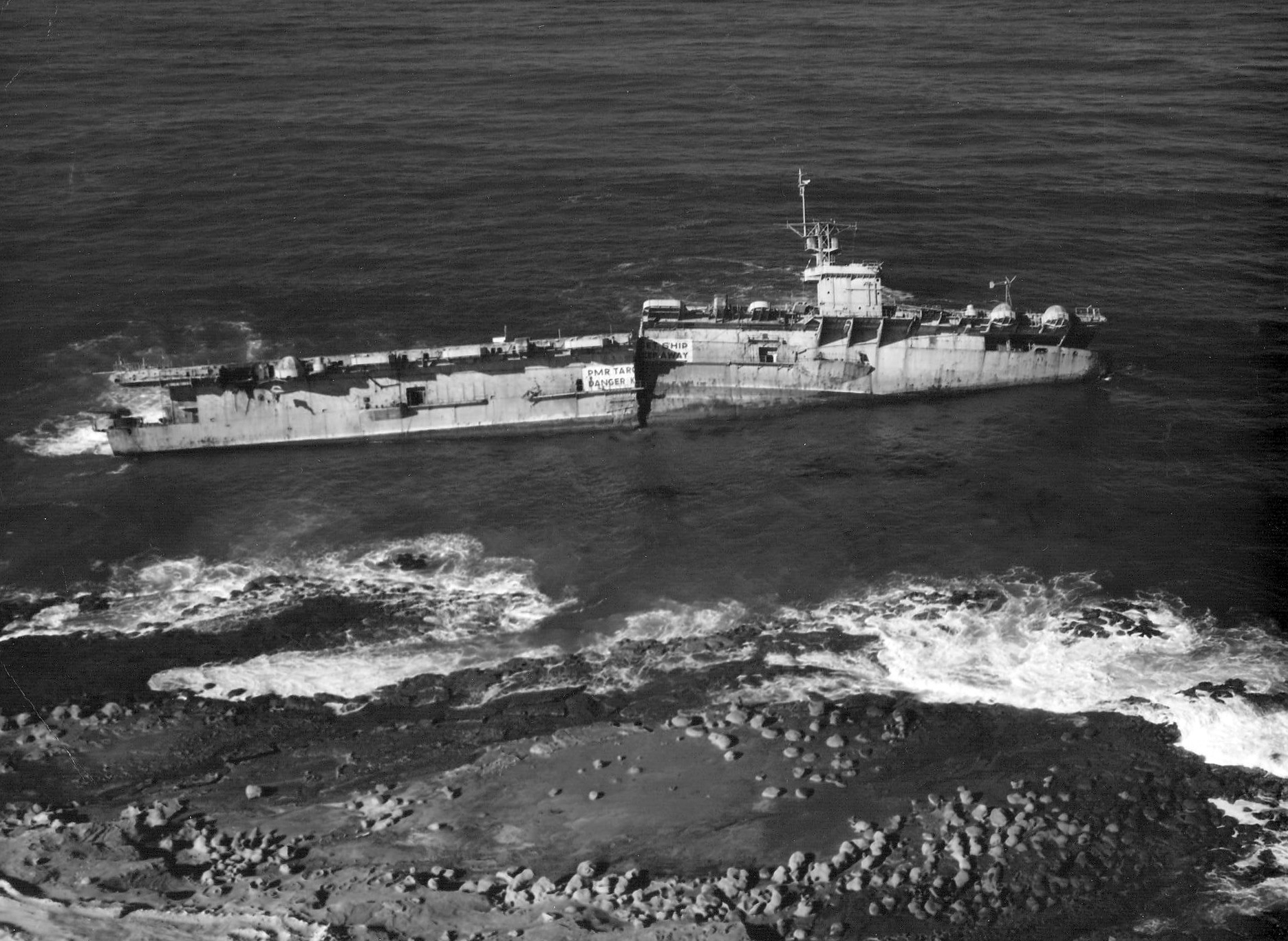
Makassar Strait encalló como buque objetivo, 1963. Nótese la advertencia pintada en el casco.

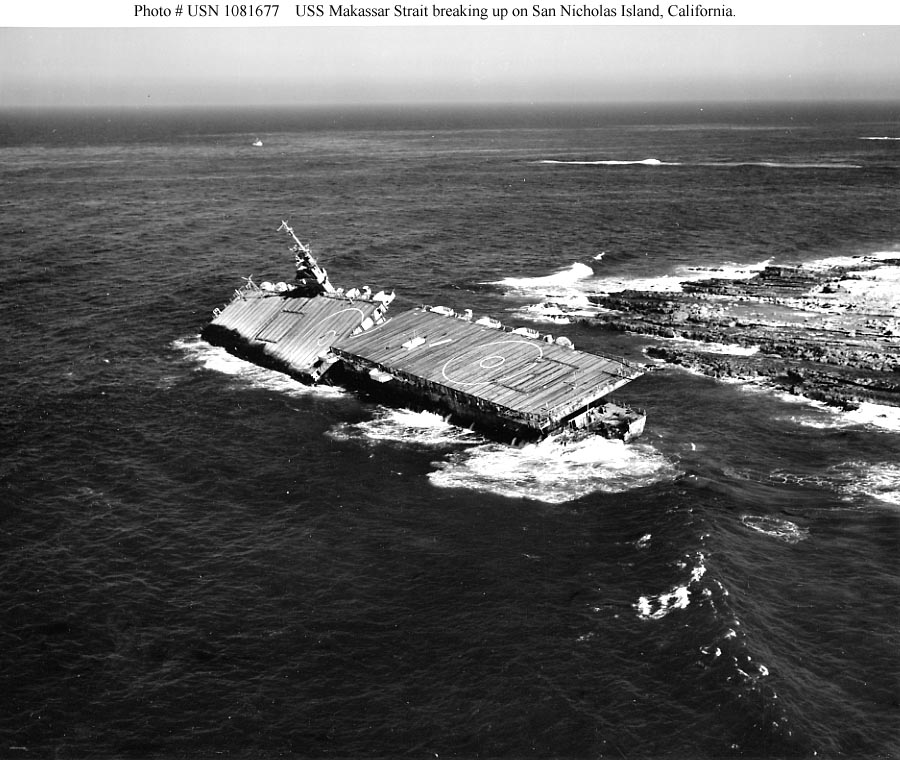
Makassar Strait encalló y se partió en dos. Fotografiado el 22 de enero de 1963.

Durante abril de 1961, mientras estaba siendo remolcado a la isla San Clemente frente al sur de California, encalló accidentalmente en la isla de San Nicolás en el Archipiélago del Norte. 
La Armada estadounidense lo vendió para desguace in situ el 2 de mayo de 1961. Sin embargo, no fue desguazada, en parte debido a su posición menos que óptima. En 1965, se supo que aún no había sido desguazado y que todavía estaba siendo utilizada como blanco naval por la Armada. Cabe destacar que, para entonces, todo el portaaviones de escolta ya se había partido en dos por el encallamiento.